# Ursvik Ultra
Ursvik Ultra är ett så kallat ultramaratonlopp i terränglöpning. Huvudklassen är 75 km lång. Därutöver tävlas det även i 45 km och i 15x5 km stafett.
Idén till Ursvik Ultra kläcktes under ett träningspass i Ursvik i norra delen av Sundbybergs kommun, Stockholms län hösten 1999 av Kristian Berglin och Johan Andersson, bägge tidigare inom Team Silva Multisport. Det första namnförslaget var ”Ursvik Fun Run” men tävlingen kom redan första året att heta Ursvik Ultra.
Den första tävlingen, år 2000, vanns av långlöpningens fader i Sverige, Rune Larsson, och hans tid 6:49:50 gällde som banrekord till 2008 då Staffan Källbäck sprang på 6:30:51. Året efter slogs det dock igen av Daniel Hansson från FJS med 6:23:20 vilket gällde ända till 2014 då nu gällande banrekord för herrar sattes av Christer Lindström med 6:06:44.
Snabbaste dam var länge Pernilla Karlsson, tidigare inom Energizer Adventure, som 2002 sprang på 7:57:40. Detta banrekord slogs först 2014 av Sandra Lundqvist från Kristinehamn Multisport med 7:30:03.
Sedan 2005 arrangeras Ursvik Ultra av föreningen Stockholm Multisport och går av stapeln första helgen i april, eller däromkring. För att göra loppet lite mer lättillgängligt har arrangören valt att utöka loppet med en maratonklass (Ursvik Ultra light på 45 km) samt en stafettklass, där 2-5 löpare delar upp de fem varven mellan sig.
2008 var Ursvik Ultra inofficiellt SM i ultralöpning.